# فرج بيرقدار
فرج بيرقدار (مواليد 1951 في حمص -) هو كاتب وشاعر سوري مقيم في السويد. وهو عضو مؤسس في “رابطة الكتاب السوريين”.

## حياته
ولد بيرقدار في مدينة حمص عام 1951. حاز بيرقدار على إجازة في قسم اللغة العربية وآدابها من جامعة دمشق. اختبر بيرقدار السجن لأول مرة في عام 1977 على أثر نشره مجلة أدبية عنيت بإنتاج الكتاب السوريين الشبّان. وقد دفعته تلك التجربة إلى النضال داخل منظّمة «العمل الشيوعي» المناهضة لنظام حافظ الأسد. سُجن بيرقدار لمدة سبع سنوات تقريبًا بعد إلقاء القبض عليه عام 1987 بتهمة الانتماء إلى الحزب الشيوعي، وحُكم عليه بالسجن لمدة 15 عاما في 1993، إلا أنه أطلق سراحه عام 2000 بعد حملة ضغط دولي حقوقي شارك فيها كبار الشعراء والكتّاب الفرنسيين مثل موريس بلانشو وإيف بونفوا وجاك دوبان وميشال دوغي وبرنار نويل، إلى جانب محمود درويش وعبد اللطيف اللعبي من العالم العربي، بالإضافة إلى عدد من المنظمات الحقوقية. وفي عام 2003 انتقل إلى مدينة لايدن الهولندية حيث عمل بتدريس اللغة العربية، قبل أن يعود إلى سوريا. وفي عام 2005 وجهت له دعوة ككاتب ضيف في ستوكهولم وأقام هناك منذ حينها حيث استضافته «شبكة مدن اللجوء الدولية». صار بيرقدار عضوا لاتحاد الكتَّاب في السويد، وعضو شرف في نادي القلم العالمي. صدرت ترجمات لبعض كتبه وشعره إلى الفرنسية والإنجليزية والهولندية والألمانية والإسبانية والكاتالونية والسويدية.
أصدر بيرقدار، في عام 2011، كتاب “خيانات اللغة والصمت” عن دار “الجديد”، الذي وثّق من خلاله تجربة اعتقاله في سجون تدمر وصيدنايا.
في سنة 2014، أعلن بيرقدار تخليه عن جنسيته السورية على صفحته على فيسبوك، قائلا: “لا يشرّفني أن نظام الأسد (الذي ما زال يحتل سوريا داخليًا، ويحتل موقعها في الأمم المتحدة) هو من يمنحها رسميًا”. وقد أثار قراره حفيظة بعض نظرائه السوريين، مثل الشاعر نوري الجراح.

## آراؤه
دعم بيرقدار الثورة السورية سنة 2011 وهو معارض لنظام بشار الأسد. انتقد بيرقدار النظام السوري في مقابلة مع دويتشه فيله قائلا: «أنا باعتقادي أن النظام السوري هو أمهر من تاجر بالمسألة القومية ومسألة فلسطين خلال عقود، في الوقت الذي نعرف فيه جيدا أن الجولان آمن، ولا يوجد أي سوري يتجرأ أن يبادر ويقول أنا أريد مواجهة إسرائيل، التي احتلت الجولان، لأن النظام السوري حامي الحدود، حاميها من الدخول إلى إسرائيل، وليس حاميها من دخول إسرائيل إلى سوريا، هذا الأمر للأسف، لعب النظام فيه على المشاعر الوطنية وأجهض كثيرا من الاحتقانات أو الاستعداد للاندفاع أو للتظاهر».

## المؤلفات
- حمامة مطلقة الجناحين: شعر.[15]
- تقاسيم آسيوية: شعر، دار حوران، دمشق، 2001.[16]
- قصيدة النهر: شعر أو نزف منفرد طويل، دار نون للنشر، 2013.[17]
- وما أنت وحدك: شعر، دار الحقائق، لبنان، 1979.[18]
- خيانات اللغة والصمت تغريبتي في سجون المخابرات السورية، دار الجديد.[19]
- الخروج من الكهف: يوميات السجن والحرية، دار السويدي للنشر والتوزيع، المؤسسة العربية للدراسات والنشر، 2013.[20]
- أنقاض، دار الجديد.[21]
- له قصيدة بعنوان «مرايا الغياب» كتبها في سجن قريب من دمشق في الفترة بين عامي 1997 و2000[11][22]
- تشبه ورداً رجيماً، دار الغاوون، 2012.[23]

## الجوائز
هذه قائمة ببعض الجوائز التي حصل عليها:
- جائزة حامد بدرخان، التي يشرف عليها “اتحاد الكتاب والصحفيين الكرد” في سوريا[6]
- جائزة هلمان/هامت 1998

- جائزة نادي القلم- الفرع الأميركي 1999
- جائزة الكلمة الحرة- هولندا 2004
- جائزة القلم لحرية التعبير- هولندا 2006
- جائزة توشولسكي 2007.[4]
- جائزة ابن بطوطة لأدب الرحلة في دورتها الثامنة (2010 ــ 2011)، عن كتابه الخروج من الكهف… يوميات السجن والحرية[7][26][27]
- الجائزة السنوية لمهرجان (فيرتشيللي) للشعر (إيطاليا)، في دورته الثالثة عشرة سنة 2017.[28]

## وصلات خارجية
- مقالاته في مجلة رمان
- مقال له في جريدة العرب اللندنية